# Неклиевич, Николай Корнелиевич
Никола́й Корне́лиевич Неклие́вич (5 (17) февраля 1888 — не ранее 1938) — штабс-капитан Корпуса корабельных инженеров Российского императорского флота, в 1917—1918 годах — украинский военный и общественный деятель, член украинской черноморской общины в Севастополе, в 1919—1920 годах — участник «белого» движения в Крыму, с 1924 года — белоэмигрант во Франции.

## Биография
Родился в Подольской губернии, в дворянской семье. Православного вероисповедания.
В 1911 году, в Санкт-Петербурге, окончил полный учебный теоретический и практический курс судостроительного отделения Морского инженерного училища Императора Николая I.
В 1908 году, с переходом в старший класс Морского инженерного училища, вступил в военную службу. После прохождения в звании гардемарина-судостроителя одногодичного курса флотской практики и затем успешной сдачи экзаменов, был произведен в подпоручики (старшинство в чине подпоручика — с 06.12.1911), с зачислением в Корпус корабельных инженеров флота и с прикомандированием к Севастопольской портовой конторе.
С 6 декабря 1913 года — поручик; исправляющий должность старшего помощника судостроителя в судостроительной части Севастопольского порта; был женат, имел одного сына. С 1915 года служил в портовой конторе Севастопольского порта, исправлял должность инженера для дачи нарядов.
С 6 декабря 1915 года — штабс-капитан Корпуса корабельных инженеров и в этом чине был до конца своей службы на дореволюционном российском флоте.

### В 1917—1920 годах
В революционном 1917 году участвовал в деятельности украинской Черноморской общины в Севастополе. Возглавлял созданную при совете общины военную секцию, а также военно-морской клуб имени Ивана Серко. После получения известия о принятии украинской Центральной Радой Третьего универсала, командовал парадом украинизированных частей, прошедшим в центре Севастополя. Участвовал в работе 2-й сессии Центральной Рады от Севастопольской военной общины. Считался временным представителем военных Таврической губернии в украинской Центральной Раде. После отъезда в Киев «Отдельного морского куреня имени Сагайдачного» (военизированного формирования, созданного с участием членов украинской черноморской общины), Неклиевич считался самым авторитетным украинским общественным деятелем из оставшихся в Севастополе.
28 декабря 1917 года Неклиевичу поступила радиотелеграмма с предложением прибыть в Киев, в распоряжение Морского секретариата УНР. В 1917—1918 годах Неклиевич был начальником Отдела корабельного строительства Главного военно-морского технического управления Морского министерства Центральной Рады, а затем Украинской державы; был произведен в подполковники украинского военного флота.

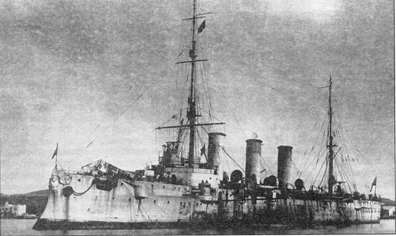
Крейсер «Генерал Корнилов» (бывший «Кагул»)

В начале 1919 года, после ликвидации Гетманата, Неклиевич поступил на службу в Вооружённые силы Юга России, был инженер-механиком на крейсере «Кагул», переименованном крейсере «Очаков» (в 1919 году «Кагул» был переименован на «Генерал Корнилов»). В январе-феврале 1920 года находился в Одессе, — прибыл в распоряжение вновь назначенного командующего несуществующим украинским флотом Михаила Остроградского. В феврале 1920 года вернулся в Крым, был рулевым на шхуне «Орлик» Русской армии Врангеля.

### В эмиграции
26 сентября 1921 года начальник Главного военно-морского управления УНР генерал-хорунжий Владимир Савченко-Бельский и первый заместитель военного министра контр-адмирал Михаил Остроградский обратились к военному министру УНР с ходатайством о выделении денег на переезд Неклиевича, находившегося в Измаиле, в польский город Ченстохова. Находясь в Польше, числился сотрудником Морской управы Военного министерства УНР.
В 1924 году эмигрировал во Францию. Проживал в Париже. Автор воспоминаний об украинском Черноморском флоте. Дальнейшая его судьба не известна; скончался после 1938 года.

## Награды
- Медаль «В память 100-летия Отечественной войны 1812 года» (1912)
- Медаль «В память 300-летия царствования Дома Романовых» (1913)
- Орден Святого Станислава 3-й степени (30.07.1915)

Знаки отличия:
- Знак «В память 50-летия Великого Князя Михаила Николаевича в звании фельдцейхмейстера» (1910)
- Серебряный знак «В память окончания курса Морского инженерного училища Императора Николая I» (1911)

## Сочинения
- (укр.) Неклієвич М. К. На українській чорноморській фльоті 20 років тому // Літопис Червоної Калини. — Львів. — 1938. — Ч. 4. — С. 3-4.